# Laxdæla saga
Laxdæla saga (norrønt) eller Laksdøla saga og Sagaen om laksdølene er en islændingesaga skrevet mellem 1230 og 1260. Historien foregår på det vestlige Island, og følger en slægt gennem syv eller otte slægtsled i årene før og efter år 1000. Hovedhandlingen ligger i sjette generation: det tragiske og destruktive trekantdrama mellem fosterbrødrene og fætterne Kjartan og Bolle, som begge elsker Gudrun, og som begge dør på grund af kærlighedsrivaliseringen. Sagaen er blevet beskrevet som "en af de største kærligstragedier i nordisk litteratur, skildrer med psykologisk dybsyn og stor litterær kunst", og "dens beskrivelser afslører også indflydelse fra ridderdigtningen som var blevet oversat fra franske originaler under kong Håkon den gamle af Norges styre af i 1200-tallet."

## Baggrund
Man antager, at rammen for historien er autentisk, med sine ægteskab, drab og med autentiske personer, mens detaljerne og personenes motiver er opdigtet.
Flere har påpeget at sagaforfatteren har blandet rundt i kronologien, både i forhold til tekstens indre logik, og i forhold til andre kendte begivenheder. Forfatteren "har ordnet kronologien udfra to faste punkter, indføringen af kristendommen på Island, og Olav den Helliges fald. Men han har ikke været klar over, hvor lang tid det var mellem disse hændelser."
Sagaens tydelige inspiration fra høvisk litteratur kommer både til udtryk i hovedintrigen med dens tragiske kærlighedsmotiv, og i detaljerne. "Udover i 1200-tallet var den europæiske ridderdigtning kendt i Norden og opnået for en ny verden, fyldt af luksus og pragt, og med en forfinet, høvisk adfærd, hvor kvindegunst var drivkraften bag heltemodige handlinger." Forfatteren "har haft sin glæde af fantasierne, der føles som om der er længsel i ham: mod større land, fester, ridderskab." "pomp in arms and armour and dress, splendour in physical beauty and manly prowess [mot el. dyktighet]". Men fortællingens kerne er islændingesagaens; det høviske er mest mærkbart i det ydre.

## Trekantsdrama
Sagaen har et rigt persongalleri, men midterpartiet består af den tragiske kærlighedtrekant mellem Gudrun, Kjartan og hans fætter Bolle. Fortællingen handler om høviske idealer, kærlighedens kaoskræfter og skæbnens ubønhørlighed. Dramaet minder stærkt om det tilsvarende trekantsdramaet mellem Helga, Gunnlaug og Ravn i Gunnlaug Ormstunges saga.
Den betydeligste figur i sagaen er Gudrun Osvivsdatter, som var berømt for sin skønhed: "Hun var smukkest at se til af alle de kvinder som er opvokset på Island, og hun synes også at være klogest." Gudrun bliver begæret af sine to fosterbrødre, Kjartan Olavsson og Bolle Torleiksson. Gudrun foretrekker Kjartan, men giver sig alligevel hen til Bolle på grund af at Bolle lyver ved at fortælle at Kjartan var festet for gifte med søsteren til kong Olav Tryggvason af Norge. De to fosterbrødrene bliver trukket ind i et fjendskab som ender med at Bolle dræber Kjartan. Selv bliver Bolle derefter dræbt af Kjartans slægtninge.
"Kjartans modspiller Bolle (den ældre) er med al sin dygtighed en afgjort nummer to, og ved det; Kjartan ved det også, og det krænker Bolle. Gudrun er oprejsningen for ham. Mere vil han ikke, længere frem har han ikke tænkt; da han dræper sin fosterbror, har han det værre end han."
Gudrun er en stærk, lidenskabelig og dygtig kvinde som gifter sig fire gange, udløser en slægtsstrid og drab, opdrager en familie, og som til slut bliver Islands første nonne efter at konvertere til kristendommen. Hun elsker Kjartan intenst, men hader hans uskyldige kone. Hun provokerer og ansporer stærkt sin tredje ægtemand Bolle til at dræbe Kjartan. Bolle værger sig, men går til sidst ind på at udføre niddingdåden mod sin fosterbroder og dømmer dermed sig selv. Gudrun bliver således skyldig i begges død. "Jeg var værst mod den ene som jeg elskede mest", siger hun i sagaens sidste kapitel i et sjældent øjeblik af selvindsigt, men hverken hun eller de andre udtrykker på sagalitteraturens vis deres motiver direkte.

## Drømme og skæbne
Vinteren før sit giftemål drømmer Gudrun hele fire drømmer som forudser hendes fire ægteskaber og deres udfald. Selv kan hun ikke tolke drømmene, men henvender sig til en vis mand som fortæller, hvad drømmene kan betyde. Hver drøm drejer sig om en konkret genstand og fungerer som en symbolsk sammenfatning af handlingsforløbet. Peter Hallberg mener drømmene fungerer som et romantisk stilideal og genspejler handlingens fatalisme.
I nærheden af det sted, hvor Kjartan og hans modstandere mødes befinder der sig også en lille gedehyrde og hans husbonde. Da manden ser begge parter vil han løbe og advare Kjartan, men husbonden hindrer ham og siger strengt at det er ikke mulig at give et menneske længere liv, hvis det er bestemt, at det skal dø. Eller, som sagaen udtrykker det, hvis bane bliver én tildelt.
Tilsvarende har den vise mand, som tolket Gudruns drømme, tidligere sagt til sin søn: "Det er uhyggelig på forhånd at vide dette om to så udmærkede mænd."

## Kvindeperspektiv
Sagaen kan i større grad end mange andre sagaer læses i et kvindeperspektiv, og med Gudrun som hovedperson. Sagaen "adskiller sig fra andre sagaer ved at kvinderne fremhæves."
Der findes også en underlig episode af kønskamp i sagaens indledning, hvor Aud anklager sin ægtemand Tord for at vise sig umandig ved at gå med en åben skjorte og fremvise for meget af brystet og brystvorterne. Tord anklagede Aud for det modsatte ved at hun ikke viser sig kvindelig nok og optræder i mandeklæder: "går klædt i mandebroger med bagstykke som ‘karkvinder’." Hvilket han giver som grund til at lade sig skille fra hende på tinget udfra denne begrundelse. Aud følte sig vanæret, hvilket udtrykkes i den lille strofe:
«Vel at jeg ved det;
Vraget er jeg blevet.»
Hendes brødre gør derimod ingenting og senere red hun selv handlekraftigt og bestemt mod Tords gård, og sagaen tager det for givet at hun red i bukser:
«Hun gik ind i sengekoven; der lå Tord og sov med ansigtet op. Da vækkede Aud Tord, men han vendte sig på siden, da han så, at der var kommet nogen. Hun svingede da sværdet og stak til Tord med det og voldte ham stor legemsskade; hun ramte højre hånd, og han blev såret på begge brystvorter. Så stak hun til så hårdt at sværdet blev stående i sengen."
Aud red tilbage og fortalte brødrene, hvad der var sket, og "de syntes det var godt gjort, men sagde at det var blevet alt for lidt af det."

## Teksthistorie
Sagaen er bevaret i håndskriften Möðruvallabók fra ca. 1320-1350 og i afskrifter af det tabte manuskript Vatnshyrna. I nogle håndskrifter er Bolla þáttr Bollasonar, som fortæller om hvad der skete med Gudrun og Bolles søn efter at sagaen slutter, tilføjet mod slutningen af sagaen, men denne tekst er mindst 50 år yngre end sagaen.
Flere har forsøgt at identificere Olav Hvitaskald, Snorres nevø, som forfatteren, tydeligst Peter Hallberg, som begrunder koblingen med sprogstatistiske sammenfald.
Sagaen er oversat til både bokmål (Sagaen om Laksdølene, Didrik Arup Seip, 1953) og nynorsk (Soga om laksdølerne, Stefan Frich 1899/1924 og Bjarne Fidjestøl 1968). Siste oversettelse Sagaen om laksdølene ved Birgit Nyborg i fembindsverket Islendingesagaene, 2014.